# Antonio Perrín y Vico
Antonio Perrín y Vico (Madrid, 1860-Madrid, 1904) fue un actor de teatro español.

## Biografía
Nacido en 1860 en Madrid, era sobrino del también actor Antonio Vico y se educó artísticamente al lado de éste. Trabajó en el teatro Español. En su época más destacada, figuró, durante una temporada, en la compañía del teatro de la Comedia, dirigida por Mario y Antonio Vico. Alcanzó un notable éxito en la obra de Echegaray titulada Comedia sin desenlace. Perrín, que estaba casado con una hija de Antonio Vico, murió, pobre, en diciembre de 1904 en Madrid, en casa de su hermano Guillermo.